# 松島詩子
松島 詩子（まつしま うたこ、本名：内海 シマ、1905年〈明治38年〉5月12日 - 1996年〈平成8年〉11月19日）は、日本の歌手。山口県玖珂郡日積村（現在の柳井市の一部）出身。夫は戦前期浅草オペラやニットーレコードで歌手として活躍した内海一郎（1898年 - 1972年）。

## 略歴

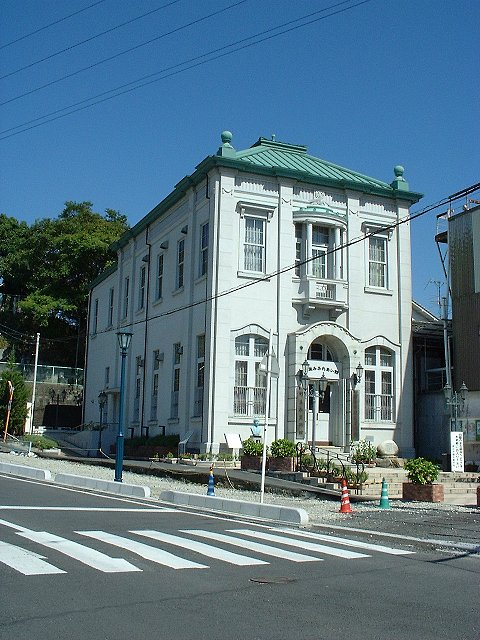
2階部分が「松島詩子記念館」となっている「柳井市町並み資料館」（旧周防銀行本店）

- 1918年、日積村立大里尋常小学校卒業[1]
- 1923年、山口県玖珂郡立柳井高等女学校（現在の山口県立柳井高等学校）卒業[1]。
- 1929年、山口県玖珂郡日積小学校教師（代用教員）となる。
- 1927年、広島に出て広島市段原小学校教師（現：南区段原）。
- 1929年、小学校音楽教員免許取得。
- 1930年、忠海高等女学校（現：広島県立忠海高等学校）教員。
- 1931年、文検合格[1]、正式教員。
- 1932年、歌手になりたいとの思いが強く、忠海高女を退職し上京[1]。作曲家佐々木すぐるの勧めで日本コロムビアより柳井はるみという名前でデビュー。その後、テイチクなどでも吹き込みを行う。その際は千早淑子という名だった。その他、藤田艶子（リーガル、パーロフォン）、東貴美子などという芸名も持つ。
- 1935年、キングレコードに移籍。松島詩子の芸名となる。命名者は山田耕筰[1]。「夕べ仄かに」が初ヒット。
- 1937年、自身の弾き語りによる「マロニエの木蔭」が大ヒット。
- 1951年、第1回NHK紅白歌合戦に出場。以後計10回出場する
- 1952年、第2回NHK紅白歌合戦への出場が決定していたが、交通事故に遭い欠場を余儀なくされる。代役は越路吹雪。
- 1955年、「喫茶店の片隅で」がヒット。
- 1972年、夫・内海一郎が死去（享年75）。
- 1978年、勲四等瑞宝章受章。
- 1991年、柳井市名誉市民に選定される[2]。
- 1996年、心不全のため死去。91歳没。墓所は小平霊園。故郷の柳井には松島詩子記念館がある。

## エピソード

### 「マロニエの木蔭」誕生秘話
- 1936年（昭和11年）の暮れ、キングレコードのディレクターから「この曲は難しいが、誰に歌わせたら良いだろうか」と相談を受け、そのディレクターの机の中で三年間も眠っていたその曲を、松島詩子がピアノで弾いて口ずさむと、「いい曲だわ、私に歌わせて！」と言った。その曲が「マロニエの木蔭」であった。

## ディスコグラフィー

### シングル

#### ヒコーキレコード
- 月の沙漠（1932年 柳井はるみ名義）
- 青い鳥（1932年 柳井はるみ名義）

#### コロムビアレコード
- ラッキーセブンの唄（1932年 柳井はるみ名義）

#### ニットーレコード
- 道頓堀行進曲（1934年）

#### テイチクレコード
- 夕べ仄かに（1935年 千早淑子名義）
- 夢の逢瀬（1935年 千早淑子名義）
- 思い出の雪（1935年）
- 泪の春（1936年 千早淑子名義）

#### キングレコード
- 潮来の雨（1934年）
- 女の友情の唄（1934年・デュエット　山野美和子）
- 波浮は夕凪（1935年）
- マロニエの木蔭（1937年）-1991年1月21日/1998年12月23日再発

　テレビ東京系「出没!アド街ック天国」のワンコーナー「〇〇物語」のBGMにこの曲のインストゥルメンタル
が使われている。
- 慕わしの君（1937年）
- 銀座タンゴ（1937年）
- ふるさとの母（1937年）
- ガーデンブリッジの月（1938年）
- 霧の上海（1938年）
- マリネラ（1938年）
- 青空（1938年）
- 港は近いよ (1939年8月)
- 黒き薔薇（1939年）
- 上海の踊り子（1939年）
- 半島夜曲（1939年）
- 夜のタンゴ（1940年）
- 広東の踊り子（1940年）
- 高原の乙女（1940年）
- シボネー（1940年）
- 花売娘の唄（ラ・ヴィオレテラ）（1940年）
- 勇ましき軍鳩（1941年・デュエット　近衛八郎）
- 進め一億火の玉だ（1942年・デュエット　小西信義）
- 鐘の鳴る朝（1942年）
- ボルネオの娘（1942年）
- ジョホールバルの丘の上（1942年）
- 紅薔薇の唄（1946年）
- 南京の踊り子（1946年）
- 霧の降る夜は（1947年）
- 君はマドロス（1947年）
- バラのセニョリータ（1949年）
- 銀座夜曲（1949年・デュエット　林伊佐緒）
- 花の溜息（1950年）
- 沙羅の花（1951年）
- 鈴懸のタンゴ（1951年）
- マロニエの花咲く頃（1952年）
- マロニエの並木道（1953年）
- さよならも言わないで（1953年）
- ただ一度だけ（1953年）
- 胡弓を抱いて（1953年）
- セーヌは知っている（1954年）
- 私のアルベール（1954年）
- スペインの恋唄（1954年）
- 杏子の花咲く頃（1954年）
- 雨のワルツ（1954年）
- 去りゆきしあの日（1954年）
- 喫茶店の片隅で（1955年）
- 夜のヴァイオリン（1955年）
- さよならのビギン（1955年）
- ボンソワール巴里（1955年）
- 夕月の丘（1955年）
- 追憶（1956年）
- 囁きのタンゴ（1956年）
- 波止場への道（1956年）
- 星座仰いで（1957年）
- 枯葉よ語ろう（1957年）
- 夜のささやき（1958年）
- 街角のお嬢さん（1960年）
- 真赤な月（1960年）
- かすみ草（1977年）
- 緑の風に誘われて（1981年）
- 今は忘れて（1984年、傘寿記念作品）

### ベストアルバム
- 全曲集（1990年10月21日）
- 全曲集（1991年11月5日）
- 松島詩子全曲集（1993年12月1日）
- 全曲集（1996年10月23日）
- 大全集（1997年3月5日）
- 全曲集（1999年12月23日）
- ビッグスターシリーズ1500/キング創業70周年記念（2000年11月22日）
- 松島詩子全曲集（2001年12月5日）
- 決定版松島詩子（2005年11月2日）
- ニッポン・モダンタイムス　松島詩子　ラ・タンギスタ～タンゴの歌姫～（2011年12月21日）
- 松島詩子全曲集（2020年8月12日）

## 著書
- 雑草のような詩（1980年）
- マロニエの道60年　わが心の星・歌（1988年）

## NHK紅白歌合戦出場歴
| 年度/放送回               | 回 | 曲目             | 出演順 | 対戦相手       | 備号   |
| ------------------------- | -- | ---------------- | ------ | -------------- | ------ |
| 1951年（昭和26年）/第1回  | 初 | 上海の花売娘     | 5/7    | 楠木繁夫       |        |
| 1953年（昭和28年）/第3回  | 2  | マロニエの木蔭   | 05/12  | 高英男         |        |
| 1953年（昭和28年）/第4回  | 3  | マロニエの並木路 | 15/17  | 近江俊郎(1)    |        |
| 1954年（昭和29年）/第5回  | 4  | スペインの恋唄   | 10/15  | 近江俊郎(2)    |        |
| 1955年（昭和30年）/第6回  | 5  | 夕月の丘         | 15/16  | ディック・ミネ | トリ前 |
| 1956年（昭和31年）/第7回  | 6  | 夜のヴァイオリン | 03/24  | 霧島昇(1)      |        |
| 1957年（昭和32年）/第8回  | 7  | 星座仰いで       | 16/25  | 近江俊郎(3)    |        |
| 1958年（昭和33年）/第9回  | 8  | 喫茶店の片隅で   | 03/25  | 霧島昇(2)      |        |
| 1959年（昭和34年）/第10回 | 9  | スペインの恋唄   | 06/25  | 伊藤久男(1)    |        |
| 1960年（昭和35年）/第11回 | 10 | 喫茶店の片隅で   | 09/25  | 伊藤久男(2)    |        |

- このうち、第6回・第8回・第9回・第10回はラジオ中継による音声が現存する。
- 第10回は2009年4月29日放送のNHK-FM『今日は一日“戦後歌謡”三昧』の中で、松島の歌も含め全編が再放送された（音声はモノラル）。

## テレビ番組
- ライオンのいただきます（フジテレビ）

ほか多数